# 天王田
天王田（てんのうでん）は、大阪府大阪市城東区にある町名。丁番を持たない単独町名である。

## 地理
城東区の南東部に位置し、東に永田、西に鴫野東、南に東中浜、北に新喜多東と接している。

### 河川
- 第二寝屋川

## 歴史
城東地車聯合に属する天王田地車保存会がある。
大阪の歴史として長い間、地車(だんじり)を曳行している。
春祭り・夏祭り・秋祭り・地車in大阪城と市内の中でも年に行う祭り(地車曳行)の数が多い方だ。

## 世帯数と人口
2019年（平成31年）3月31日現在の世帯数と人口は以下の通りである。
| 町丁   | 世帯数    | 人口    |
| ------ | --------- | ------- |
| 天王田 | 1,099世帯 | 2,173人 |

### 人口の変遷
国勢調査による人口の推移。
| 1995年（平成7年）  | 1,795人 | [ 5 ] |  |
| 2000年（平成12年） | 1,862人 | [ 6 ] |  |
| 2005年（平成17年） | 1,816人 | [ 7 ] |  |
| 2010年（平成22年） | 2,020人 | [ 8 ] |  |
| 2015年（平成27年） | 2,076人 | [ 9 ] |  |

### 世帯数の変遷
国勢調査による世帯数の推移。
| 1995年（平成7年）  | 752世帯 | [ 5 ] |  |
| 2000年（平成12年） | 828世帯 | [ 6 ] |  |
| 2005年（平成17年） | 861世帯 | [ 7 ] |  |
| 2010年（平成22年） | 940世帯 | [ 8 ] |  |
| 2015年（平成27年） | 970世帯 | [ 9 ] |  |

## 学区
市立小・中学校に通う場合、学区は以下の通りとなる。なお、小学校・中学校入学時に学校選択制度を導入しており、通学区域以外に城東区の小学校・中学校から選択することも可能。
| 番・番地等 | 小学校             | 中学校             |
| ---------- | ------------------ | ------------------ |
| 全域       | 大阪市立城東小学校 | 大阪市立城陽中学校 |

## 事業所
2016年（平成28年）現在の経済センサス調査による事業所数と従業員数は以下の通りである。
| 町丁   | 事業所数 | 従業員数 |
| ------ | -------- | -------- |
| 天王田 | 44事業所 | 151人    |

## 施設
- 八坂神社

## その他

### 日本郵便
- 〒536-0012[3]（集配局：大阪城東郵便局[13]）